# 傍人
傍人，是人族下的傍人屬（学名：Paranthropus），是雙足行走的史前人科成员，可能是由南方古猿演化而來。傍人曾經被分類為南猿屬之中的粗壯型南猿。

## 描述
所有的傍人物種都是雙足行走的，而大部份都生活在人屬盛行之前的世代。傍人首先約於270萬年前出現。大部份傍人的腦部只有現今人類的40%大小。傍人的物種大小有些差異，但大部份站立時都約高1.3-1.4米，且都是很粗壯的。傍人相信是生活在林地，而不像南方古猿般生活在草原。
傍人的行為與人屬有所不同，他們不太能適應環境，且不怎麼有智慧。這點可從他們的生理仍是適合吃蟲及植物而得知。他們這樣很需要依賴環境，而不像人屬般（如巧人）吃較多不同種類的食物。

## 分類
有指埃塞俄比亞傍人、鮑氏傍人及羅百氏傍人應屬於南方古猿。較粗壯的傍人的出現有可能是來自趨同演化或趨異演化。故這三個物種的分類，包括置放在傍人屬中，仍未有共識。過往半個世紀，大部份的學者將所有南方古猿及傍人的物種都放在同一屬中，而這兩個屬均被使用及接受。

## 出現
大部份的南方古猿物種：阿法南方古猿、非洲南方古猿及湖畔南方古猿在早期人類出現後就失去了化石紀錄，或根本就是能人的祖先，而鮑氏傍人及埃塞俄比亞傍人繼續沿與早期人類無關的分支演化。傍人與其他早期的人屬（如能人、匠人及直立人）曾共同生存。阿法南方古猿及湖畔南方古猿都於此時消失。雖然南方古猿及傍人的頭蓋遺骸有形態上的分野，但顱下遺骸卻很相似。傍人的顱齒較為巨型，在頭蓋骨上的矢狀嵴有點像大猩猩的。

## 智能
傍人的腦殼較人屬的細小，但比南方古猿的更大。傍人在南部非洲及東非都與石器工具有所關連，但是否他們所製造則備受爭論。大部份學者相信早期的人屬亦曉得製作工具。大部份傍人物種似乎都不會使用語言，或是使用火。

## 發現
羅百氏傍人的部份頭顱骨及頜骨是於1938年在南非克羅姆德萊發現。羅伯特·布魯姆（Robert Broom）描述這些顱骸為新的屬及種。這個位點於1993年再次被開挖，估計是屬於195萬年前。
鮑氏傍人是於1959年7月17日由瑪麗·利基在坦桑尼亞奧杜瓦伊峽谷發現。瑪麗當時是獨個兒工作，而她的丈夫路易士·利基則在營地養病。她急速回到營地，而路易士得悉後很快便康復。他們在拍攝了位點前並沒有進行挖掘。路易士最初紀錄了這些遺骸的名字為Titanohomo mirabilis，反应了他們以為這些遺骸是與人類相近。後來路易士與瑪麗稱呼它為「親愛的男孩」。發掘於8月7日停止，當時遺骸是與工具及動物骨頭在一起。
這些化石後來在《自然》中刊登，但因編刊的問題而延遲了出版，路易士將它們分類在布魯姆的南方古猿科中，並命名為鮑氏東非人。他將之置放在不同屬中，其原因是仿發現了該遺骸有超過20處地方是與南方古猿不同。
布魯姆卒於1951年，而雷蒙·達特（Raymond Dart）仍然在世。達特在看到了路易士的鮑氏東非人開心得流下淚來。路易士研究了布魯姆的傍人屬後，因相信鮑氏東非人是人屬的祖先而拒絕認同這個屬。他當時的決定主要是依據鮑氏東非人特大的犬齒。
後來路易士在比屬剛果的大會上發表了鮑氏東非人，但大會因路易士成立了獨立的屬而指責他。幸得達特的一句說話救了他：「……不知若普萊斯夫人在晚上遇上親愛的男孩後會有甚麼發生。」
就其名字的爭論一直持續，並造成路易士與高斯克拉爵士（Sir Wilfrid Le Gros Clark）之間的決裂。另一方面，它卻將利基一家與梅爾維爾·葛羅夫納（Melville Bell Grosvenor）連結在一起。利基一家因此成為了國際偶像，在研究資金上一直得到支持。鮑氏東非人最終成為了南方古猿屬及傍人屬問題的一部份。

## 外部連結
- . Mikko's Phylogeny Archive.   [2008-02-05]. （原始内容存档于2008-01-10）.
- . Smithsonian Institution.   [2008-02-05]. （原始内容存档于2005-11-02）.
- . Human Evolution—A Look At Our Ancestors. Humboldt State University.   [2008-02-05]. （原始内容存档于2001-04-14）.
- (Abstract). New Scientist. 2004-02-14, 2434  [2008-02-04]. （原始内容存档于2008-03-15）.